# Гавалевич, Мариан

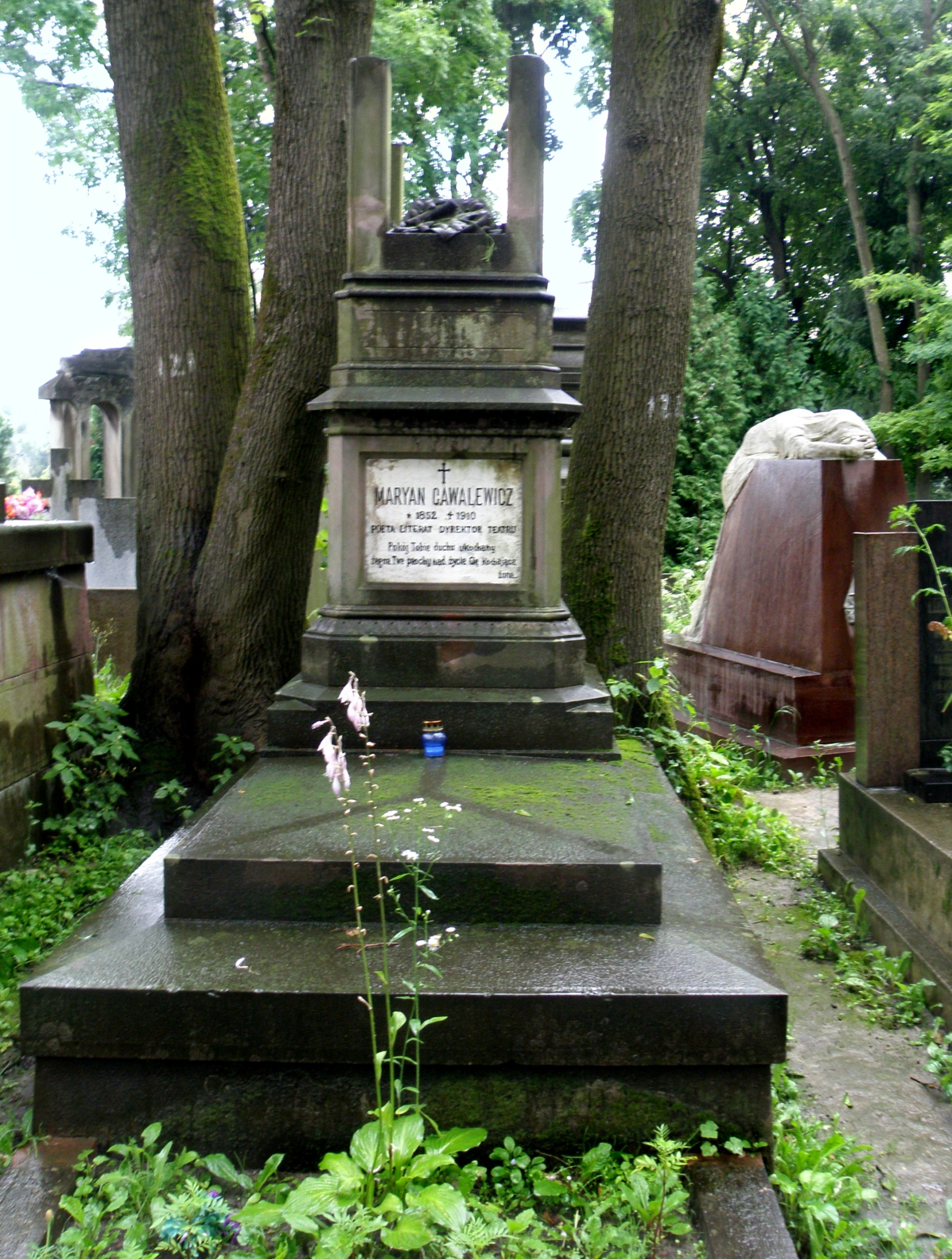
Могила М. Гавалевича na Лычаковском кладбище

Мариан Гавалевич (21 октября 1852, Львов — 26 мая 1910, там же) — польский драматург, писатель, публицист, театральный деятель. Представитель позитивизма в польском искусстве.

## Биография
После окончания гимназии во Львове, продолжил учёбу в краковском Техническом институте и на философском факультете Ягеллонского университета.
С 1868 дебютировал во львовской прессе, как поэт, фельетонист и новеллист, занимался литературной деятельностью. Близкий друг Габриели Запольской.
С 1899 по 1901 год был художественным руководителем Театра Народовы в Варшаве. В 1903—1905 годах возглавлял Городской театр в Лодзи, с 1907 года — Малый театр в Варшаве. С 1909 года до смерти — литературный руководитель Большого городского театра во Львове.
Стремился вводить в репертуар лучшие произведения драматургии.
Умер во Львове и был похоронен на Лычаковском кладбище недалеко от могилы Габриели Запольской и Владислава Белзы.

## Творчество
Автор пьес (вначале одноактных). Среди лучших драматургических произведений М. Гавалевича:
- «Баркаролла» (1884, театр «Розмаитости»).
- «Пуговица» (1887, «Театр Львовски»).
- «Вчетвером» (1898, Летний театр, Варшава).
- «Mechesy».
- «Szubrawcy»,
- «Komedye jednoaktowe i monologi» (1890, 2-е изд.).

а также сборник легенд «Небесная королева».
Его перу принадлежит ряд бытовых повестей:
- Królowa niebios  (недоступная ссылка)
- Od jutra.
- Znak zapytania.
- Drugie pokolenie.
- Warszawa.
- Dwie baśnie (1907).
- Dusze w odlocie (1897).
- Ćma.
- Gąbka — Opowieść ze wspomnień redakcyjnych.
- «Biedni ludzie» (Краков, 1890).
- «Gasnąca dusza» (Варшава, 1887).
- «Filistry» (1888).
- «Drugie pokolenie».
- «Majster, do wszystkiego» (1888).

новеллы
- «О niej» (1887).
- «Żona» (1889).
- «Szkice i obrazki» (1887).

стихотворения («Poezye» 1889),
критические этюды («Sylwetki i szkice literackie», Краков, 1888).
Активно сотрудничал с польской прессой. Был редактором и сотрудником газет и журналов «Szkice Społeczne i Literackie», «Kurjer Warszawski», «Kłosy», «Tygodnik Ilustrowany», «Bluszcz». Редактировал несколько лет «Tygodnik Powszechny» и «Библиотеку романов и повестей» («Romans i Powieść»).